# Hippolyte Bellangé
Pour les articles homonymes, voir Bellangé.
Hippolyte Bellangé, né le 17 février 1800 à Paris et mort dans la même ville le 10 avril 1866, est un peintre, dessinateur, graveur et lithographe français.
Élève de Gros, Bellangé s’est fait un nom pour la peinture des batailles et des scènes militaires. Plusieurs de ses toiles sont conservées au musée de l'Histoire de France à Versailles.

## Biographie
Joseph-Louis-Hippolyte Bellangé naît à Paris au 11, rue Saint-Denis. Il est issu de l'union de Pierre-Antoine Bellangé, menuisier et Marie-Anne Agnès Quenet, ouvrière en mode. Son père est fabricant de meubles à une époque où l’ébénisterie est considérée comme un art. Après de courtes études au collège du lycée impérial Bonaparte, Hippolyte Bellangé est placé dans une maison de commerce, puis en 1816, entre dans l’atelier du peintre Antoine-Jean Gros. Parmi ses condisciples figurent Richard Parkes Bonington, Eugène Lami, Camille Roqueplan et Paul Delaroche. Il se lie d’une amitié durable avec Nicolas-Toussaint Charlet, de huit ans son aîné ; tous deux s’enthousiasment pour l’œuvre de Théodore Géricault. Bellangé débute par des dessins, des aquarelles, des sépias. Sous l’influence de Charlet, il se tourne vers la lithographie, une technique encore nouvelle et réputée séduisante. De 1823 à 1835, il publiera chez Gihaut 15 albums lithographiques consacrés à des sujets militaires et patriotiques qui lui attirent la faveur populaire.
Cependant, son goût le porte de plus en plus vers la peinture militaire. Il expose pour commencer au Salon de 1822, puis il est remarqué au Salon de 1824 où il obtient une médaille de seconde classe. La consécration officielle arrive dix ans plus tard au Salon de 1834 avec Napoléon au retour de l'île d'Elbe, qui lui vaut la croix de chevalier de la Légion d'honneur. Le succès est énorme. L’œuvre est gravée et lithographiée par Bellangé lui-même. Elle est suivie des grandes toiles qui ont assis sa réputation de peintre militaire. Avec Nicolas-Toussaint Charlet et Auguste Raffet, il deviendra « l’un des trois artistes qui entendent le mieux la reproduction des troupiers de l’Empire » (V. Thoré). Il présente aussi des scènes de genre liées à la vie militaire, comme La Maîtresse-femme (1838) et Départ du cantonnement (1855), dans lesquelles transparaissent l’humour ou la drôlerie.
Entre-temps, en 1837, il s'installe avec son épouse qui vient de lui donner un fils Eugène Bellangé (1837-1895) à Rouen où il est nommé conservateur du musée. De retour à Paris en 1853, il trouve un nouvel élan dans la représentation des guerres du Second Empire, notamment les campagnes d’Orient et d’Italie : Bataille de l'Alma (1855), Prise de Malakoff (1858), Combat dans les rues de Magenta (1861), Les Deux Amis (1861) ; après le succès particulier obtenu par ce dernier tableau, il est promu au rang d’officier de la Légion d'honneur. Il revient à la lithographie pour créer une série de scènes de la guerre de Crimée (Les Zouaves avant et après l’action, Revenants de Sébastopol). 
Dans les dernières années de sa vie, il renoue avec l’épopée napoléonienne (Épisode de la retraite de Russie, Salon de 1863, Les Cuirassiers de Waterloo, 1865) et connaît un triomphe avec son dernier tableau, La Garde meurt (1866), une œuvre emblématique terminée la veille de sa mort. Il est inhumé à Paris au cimetière de Montmartre.
Il a habité au 57, rue de Douai à Paris.

## Œuvre
Hippolyte Bellangé a produit un œuvre considérable. Il prit part à toutes les expositions (à l’exception des Salons de 1844 et de 1848) et présenta en tout plus de 120 toiles, dont plusieurs de grandes dimensions. Dans l’ouvrage qu’il lui a consacré, Jules Adeline avance le chiffre de 250 tableaux et près de 1 200 dessins et aquarelles. L’œuvre lithographique, très important, est estimée à 800 lithographies populaires : types et costumes de soldats, scènes de genre, fantaisies, imprimés par Villain et Godefroy Engelmann, puis par Auguste Bry et édités par les frères Gihaut et François Delarue. À cela s’ajoutent les feuilles de croquis éditées par Rittner, ainsi que les pièces publiées dans L'Artiste, les Cent-et-un, La Caricature (Le Mouvement, Le juste Milieu, La Résistance, 1831). Bellangé contribua également à l’illustration d’ouvrages historiques et géographiques, et réalisa des vignettes pour les Chansons de Béranger (1828-1834).
Dans la composition de ses toiles Bellangé manifeste une capacité à faire évoluer des masses énormes sur le champ de bataille. Il sait aussi dépeindre, dans les aléas de la guerre, les préoccupations de « l’homme intérieur » (F. Wey). Ses eaux-fortes et ses lithographies traduisent une connaissance intime du métier. Le dessinateur se distingue par son « habileté extrême de crayon », qu’il s’agisse des esquisses de ses grands tableaux ou de son travail de vignettiste. Son œuvre témoigne d’une époque marquée par le souvenir des guerres de la Révolution et de l’Empire.

Œuvres d'Hippolyte Bellangé
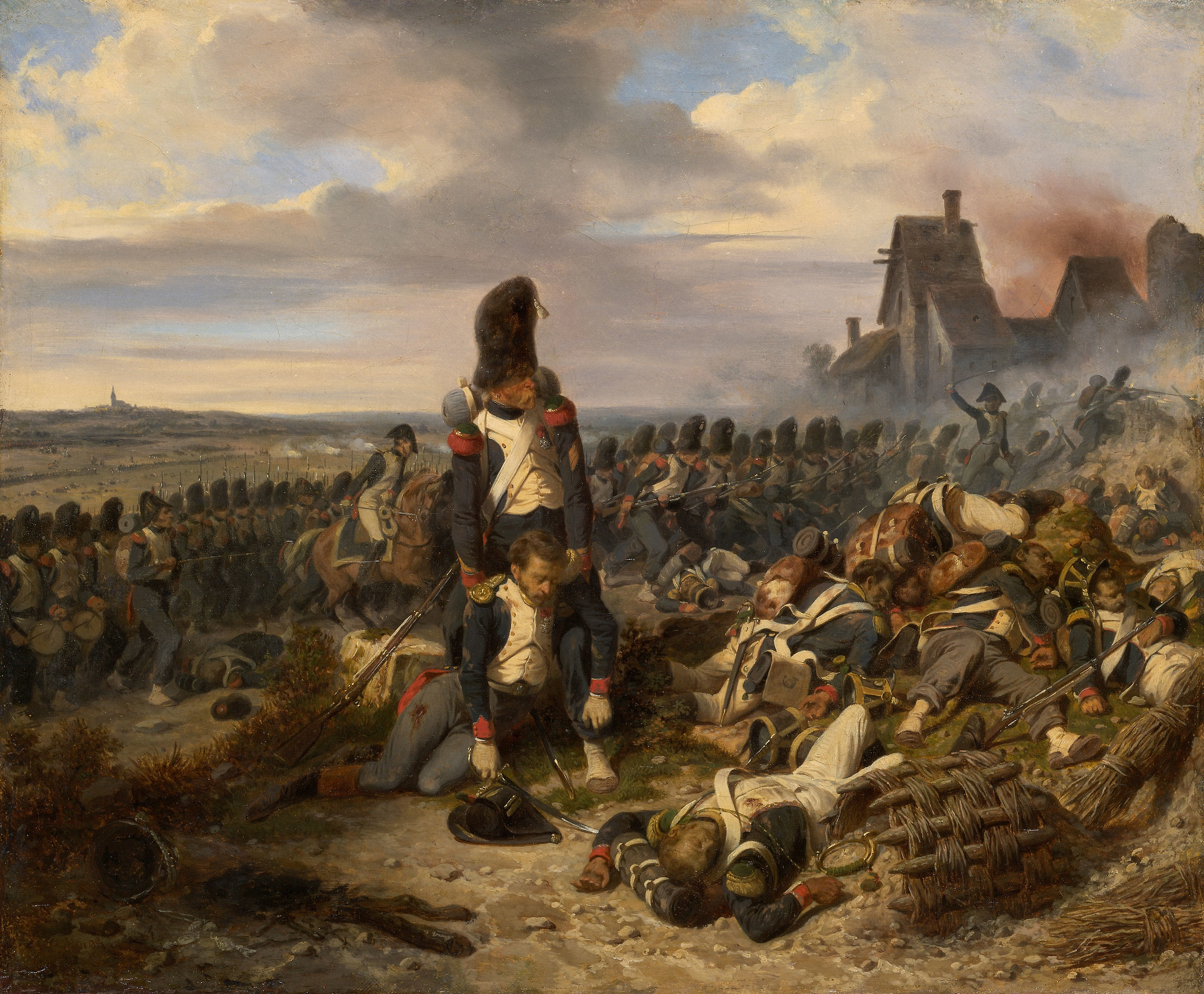
Scène de bataille, vers 1825, Art Institute of Chicago.
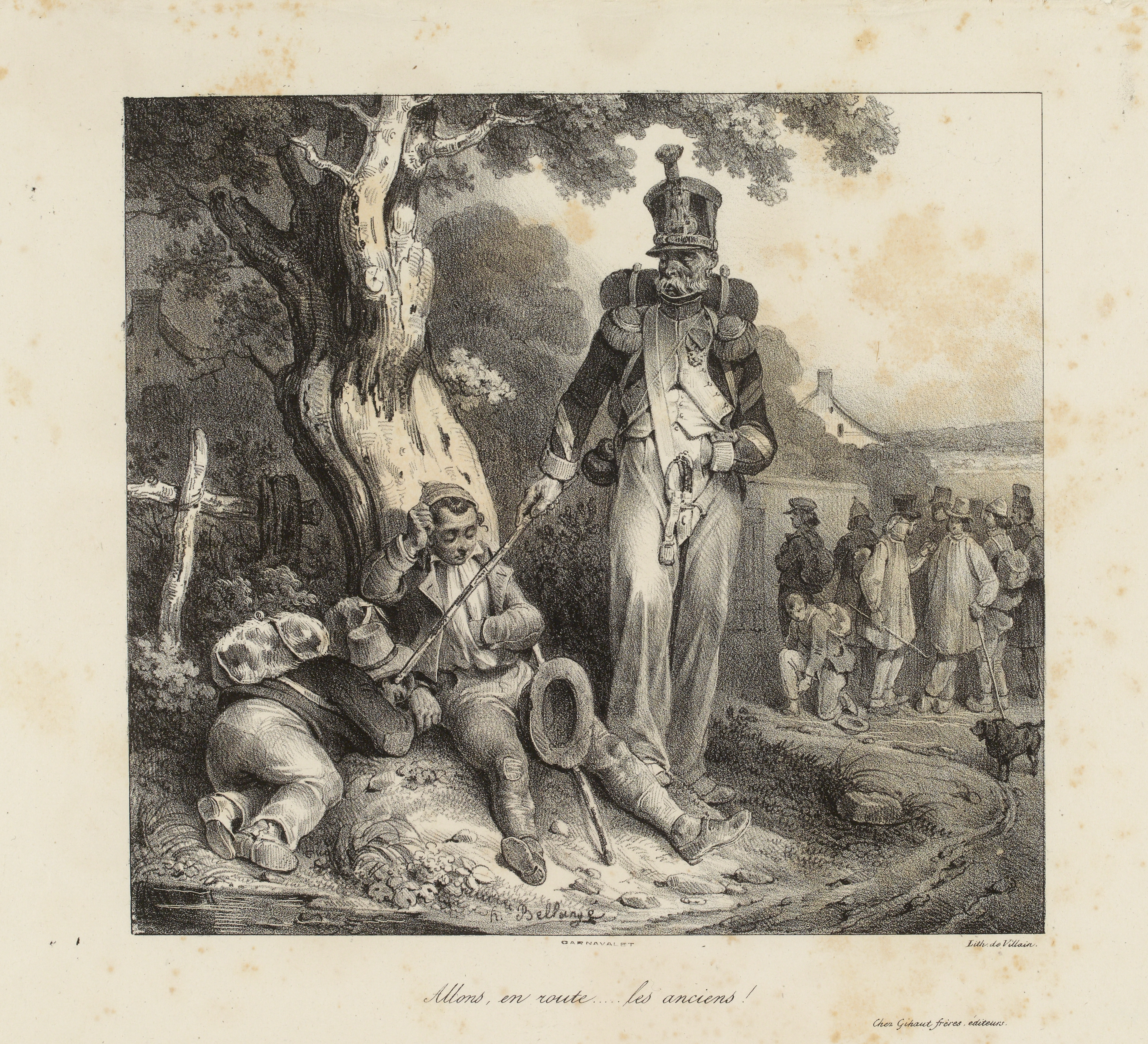
Allons, en route… les anciens !, 1827, lithographie, Paris, musée Carnavalet.
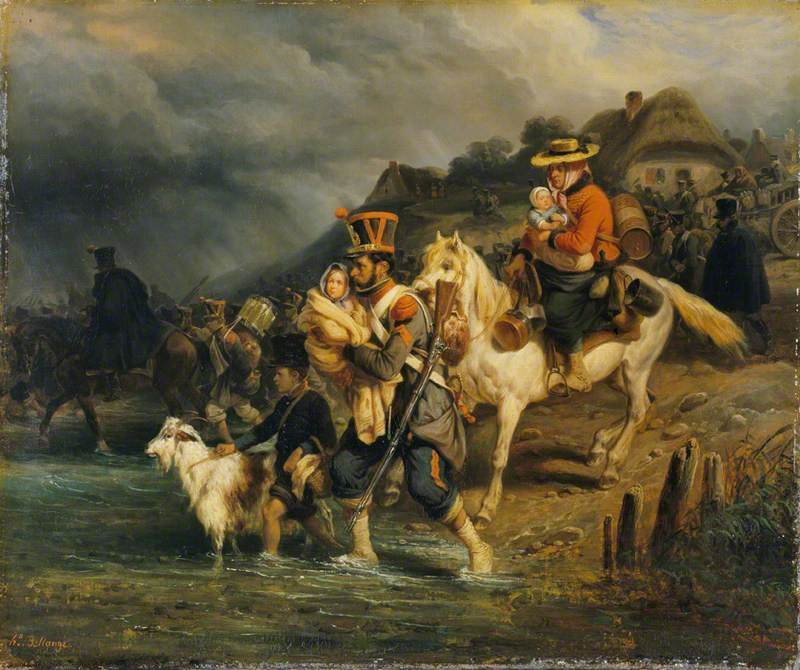
Le Passage du gué, vers 1837, Londres, Wallace Collection.
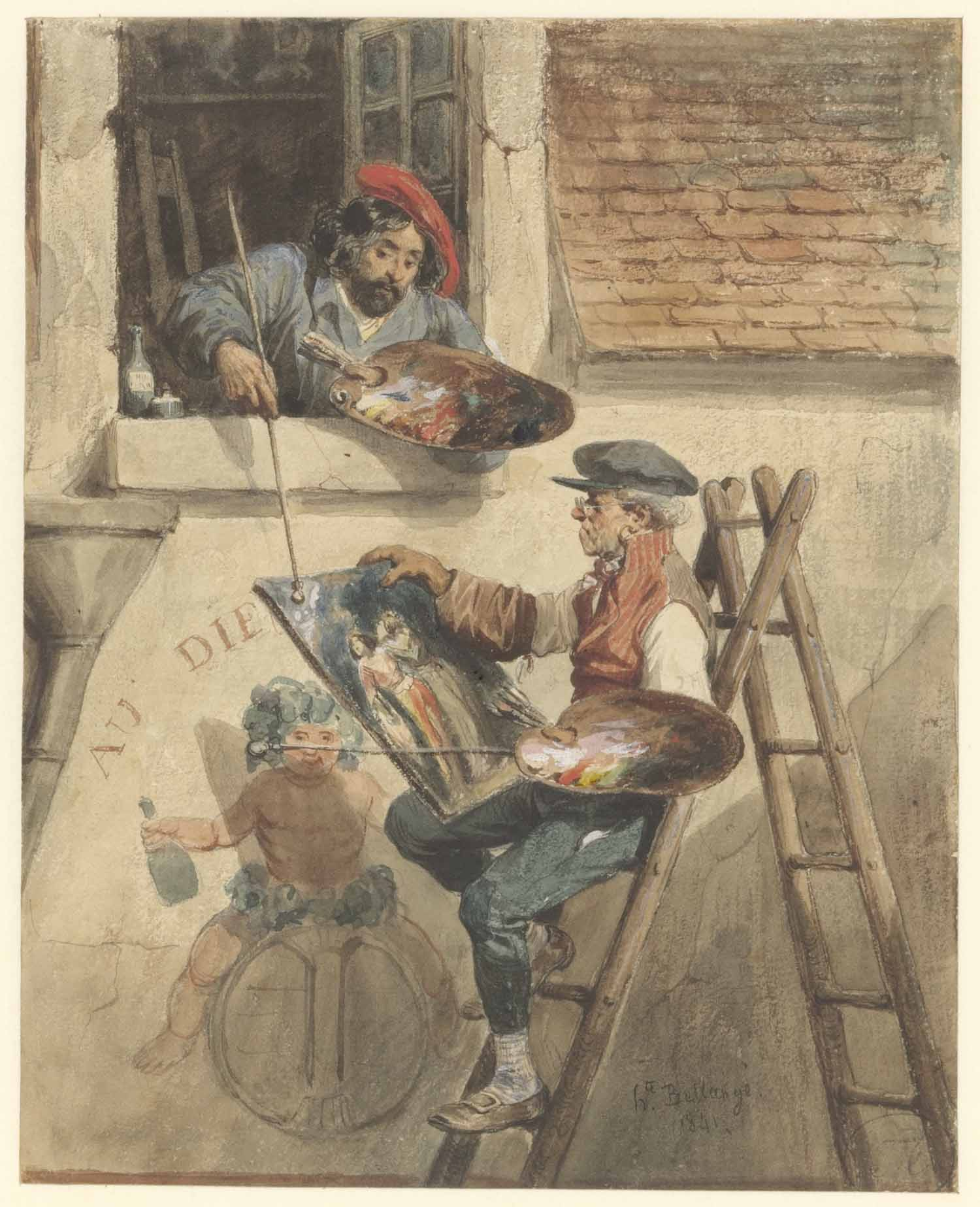
Les deux artistes, 1841, musée d'Amsterdam.
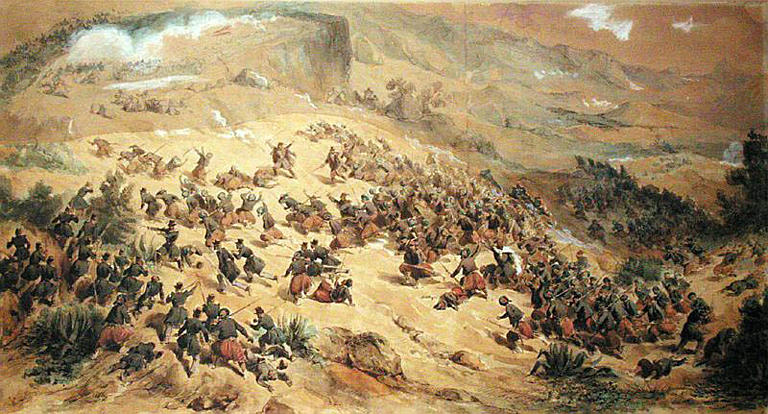
Prise de Teniah de Mouzaïa le 12 mai 1840 par les zouaves et les tirailleurs de Vincennes sous les ordres du colonel de la Moricière, le duc d'Orléans commandant en chef, 1841, Chantilly, musée Condé.
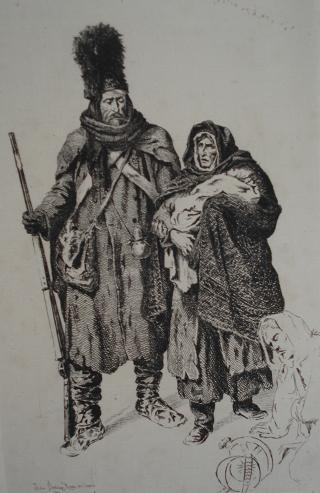
Planche extraite de l’Épisode de la retraite de Russie, 1862.

## Réception critique
« Dans la peinture, […] Bellangé a porté très loin la préoccupation d’être avant tout vrai, clair, simple de ton, afin de détacher le dessin, l’intention, le relief, et de ne point distraire par des sensations vaines un spectateur appelé à se pénétrer des formes pour saisir l’esprit des compositions. »
— Francis Wey, Exposition des œuvres d’Hippolyte Bellangé à l’École impériale des Beaux-Arts, 1867, p. 29.

## Salons
- 1822 : Bataille de la Moskowa et trois petites scènes de campagne (Une halte de militaires français, Bivouac, Chariot de blessés).
- 1824 :  il obtient une médaille de seconde classe.
- 1834 :  Napoléon au retour de l'île d'Elbe, qui lui vaut d'être chevalier de la Légion d'honneur.
- 1835 : Bataille de Fleurus.
- 1837 : Wagram.
- 1838 : Portrait de Gustave de Maupassant[4] ; Friedland.
- 1839 : Altenkirchen.
- 1841 : Attaque du Téniah de Mouzaia (guerre d'Afrique).
- 1843 : Combat devant La Corogne.
- 1846 : Veille de la bataille de la Moskowa.
- 1855 : Bataille de l'Alma.
- 1858 : Prise de Malakoff.
- 1861 : Combat dans les rues de Magenta ; Les Deux Amis.

## Collections publiques
- États-Unis
  - New York, Brooklyn Museum : Napoléon debout avec un soldat, 1831, aquarelle.
- France
  - Bordeaux, musée des Beaux-Arts : 
    - Bretons jouant aux cartes ;
    - Cuirassiers de Waterloo ou le chemin creux.

  - Chantilly, musée Condé : 
    - Déclaration de guerre faite au nom du roi des Français aux rois de Bohême et de Hongrie, dessin ;
    - Le Maréchal de Saint-Arnauld à la bataille de l'Alma, dessin ;
    - Le Duc de Chartres, futur Louis-Philippe, commandant d'armes à Montdidier, faisant reconnaître son frère le duc adjudant-commandant , dessin ;
    - Le Duc de Chartres, faisant prêter le serment civique au 14e Vendôme 1791, dessin ;
    - Porte drapeau de la République, 1836, huile sur toile ;
    - Prise de la smalah d'Abd-el-Kader le 16 mai 1843 à Taguin (Algérie) ;
    - Prise de Teniah de Mouzaïa le 12 mai 1840 par les zouaves et les tirailleurs de Vincennes sous les ordres du colonel de la Moricière, le duc d'Orléans commandant en chef.

  - Dijon, musée Magnin  : Sapeur amusant des enfants en tirant les ficelles d'un polichinelle.
  - Les Pêcheries, musée de Fécamp : Étretat. Le vieux pêcheur et les petits enfants, 1852. Peinture à l’huile sur galet dans une monture en bronze ciselé probablement créée par Jules Mêne (1810-1879), offerte au peintre Eugène Le Poittevin (1806-1870) en 1852.
  - La Flèche, Prytanée national militaire : Bataille de l'Alma, 20 septembre 1854.
  - La Roche-sur-Yon, musée municipal : Feuille d'études.
  - Lunéville, château de Lunéville : Combat de la Corogne 16 janvier 1809.
  - Marseille :
    - musée des Beaux-Arts : Épisode de la prise de Malakoff.
    - musée des civilisations de l'Europe et de la Méditerranée : Le Marchand de plâtre ambulant colporteur de figurines napoléoniennes.

  - Martainville-Épreville, musée des Traditions et Arts normands : Le Barbier du pays de Caux.
  - Nice, musée Masséna : Bataille de Loano, 23 novembre 1795.
  - Paris :
    - Bibliothèque nationale de France :
      - Tenez, voyez-vous, monsieur le curé, pour moi le vlà l'Père éternel, 1834, lithographie ;
      - Napoléon au retour de l'Île d'Elbe, lithographie ;
      - La Revue nocturne, lithographie d'Auguste Raffet d'après Hippolyte Bellangé.

    - hôtel des Invalides : Combat de Landsberg, 11 octobre 1805.
    - musée des Arts et Traditions populaires :  Le Marchand de plâtre ambulant, 1833, huile sur toile.
    - musée de la Légion d'honneur : Le Soir de la bataille de Chamaubert, 1814.
    - musée du Louvre : 
      - Bataille d'Ocana, 18 novembre 1809 ;
      - Bataille de Fleurus, 26 juin 1794 ;
      - Un jour de revue sous l'Empire, bâtiments d'Adrien Dauzats, personnages de Bellangé ;
      - Un cavalier chargeant ;
      - Lettre autographe ;
      - Un terrassier appuyé sur sa pioche, dessin.

    - palais Bourbon : Épisode de la campagne de France.

  - Pau, musée national du château de Pau: Le Porteur d'eau à Paris au XIXe siècle, gravure d'après Hippolyte Bellangé, éditée par Villain et Gihaut.
  - Rouen :
    - musée des Beaux-Arts : 
      - Portrait de Gustave de Maupassant, 1838, huile sur toile ;
      - Charge de cavalerie fournie à Marengo par Kellermann ;
      - Le Retour de la ville ;
      - Six études de bourgeoises normandes ;
      - Six études de paysannes normandes ;
      - Dix études de paysannes normandes, 2e série.

    - musée Flaubert et d'Histoire de la médecine : Achille Cléophas Flaubert.

  - Sainte-Menehould, musée d'Art et d'Histoire : L'Armée française emporte la Téniah de Mouzaïa, gravure de Jean-Jacques Outhwaite d'après Hippolyte Bellangé.
  - Valence, musée d'Art et d'Archéologie : Une halte de militaires français.
  - Versailles, musée de l'Histoire de France : 
    - Bataille d'Altenkirchen 4 juin 1796 ;
    - Bataille de Wagram 6 juillet 1809 ;
    - Bataille de Wagram ;
    - Capitulation obtenue par l'adjudant-commandant Binot à Pondichéry le 11 septembre 1803 ;
    - Combat d'Anderlecht 13 novembre 1792 ;
    - Combat sous Charleroi, localisation actuelle inconnue ;
    - Entrée de l'armée française à Mons le 7 novembre 1792 ;
    - Le Duc de Chartres prend à Vendôme le commandement du 14e régiment de dragons, 1791 ;
    - Prise du col de Mouzaia 12 mai 1840 ;
    - Passage du Mincio 25 décembre 1800 ;
    - Prise de la lunette Saint-Laurent (Siège d'Anvers) 14 décembre 1832.
- Royaume-Uni
  - Londres, Wallace Collection : Napoléon sur son cheval gris, 1839, aquarelle gouachée et crayon.
- Russie
  - Saint-Pétersbourg, musée de l'Ermitage : La Veuve du soldat, 1847.

## Distinctions
- Officier de la Légion d'honneur (décret du 2 juillet 1861)
- Chevalier de l'ordre de Léopold (Belgique, Arrêté royal du 2 décembre 1854)[5].

### Iconographie
- Émile Lassalle, Portrait d'Hippolyte Bellangé, 1840, lithographie éditée par Aubert, marchand d'estampes, galerie Véro-Dodat à Paris.
- Anonyme, Hippolyte Bellangé, assis à son bureau, épreuve photographique entre 1857 et 1865, Paris, musée d'Orsay.